# Skinnesliber
En skinnesliber er en maskine, som bliver brugt til at slibe togskinner. Maskinen har til formål at oprette togskinnernes profil, hvis de er blevet ujævne. Det giver bedre kørsel og mindre støj.
| Maskiner | Spire Denne artikel om maskiner, maskindele og apparater er en spire som bør udbygges. Du er velkommen til at hjælpe Wikipedia ved at udvide den. |